# Обозначения на трамваи Татра
Обозначението на трамваи Татра / ЧКД представлява съчетание от букви и цифри. Названията на моделите на трамвайните вагони, преминали модернизация, могат да не съответстват на тази класификация.

## Стандартно обозначение на вагони
Първи символ

Обозначава вид на вагона:
- T – четириосна мотриса с четири електродвигателя
- B (Б) – четириосно ремарке

Втори символ

Обозначаване на реда на поколението (1 – 7).
Трети символ

Третият и четвъртият символи са се появили при обозначаване на вагоните в 1970 г. след създаването на трамвайния вагон тип T5, до този момент след втория символ е обозначавана експортната модификация (5 символа).
Буквено обозначаване на междуосието на вагоните и направление на движението:
- A = 6,7 m
- B (Б) = 7,5 m
- C = 6,7 m (двупосочен)
- D (Д) = 7,5 m (двупосочен)

Четвърти символ

Цифрово обозначение на ширината на междуосието:
- 2 = 2,2 m
- 5 = 2,5 m
- 6 = 2,6 m

Пети символ

Експортни модификации:
- CS (Ч) – Чехословакия (обозначение от CzechoSlovakia)
- B (Б) – България (обозначение от Bulgaria)
- D (Д) – ГДР (обозначение от Deutsche Demokratische Republik)
- H (Х) – Унгария (обозначение от Hungary)
- K – КНДР (обозначение от Democratic People's Republic of Korea)
- R (Р) – Румъния (обозначение от Romania)
- RF (РФ) – Русия (обозначение от Russian Federation)
- SU (СУ) – СССР (обозначение от Soviet Union)
- SUCS (СУЧ) – Чехословакия (първоначално вагоните са били предназначени за СССР, но след това са преправени за Чехословакия)
- YU (Ю) – Югославия (обозначение от YUgoslavia)

Забележка: За вагоните от тип T3R (произведени през 90-те години) символа R (Р) обозначава модернизация (Rekonstrukce)

## Обозначение на съчленени вагони

### Произведени до1970г.
Първи символ

K – обозначава шестосен съчленен моторен трамваен вагон (съчленен трамвай)
Втори символ

Обозначаване на реда на поколението (1, 2 или 5).
Трети символ

Експортни модификации:
- AR (АР) – Египет (обозначение от Arab Republic of Egypt)
- SU (СУ) – СССР
- YU (Ю) – Югославия

### Произведени след1970г.
Първи символ
- K – обозначава съчленен трамваен вагон (съчленен трамвай)
- R – обозначава скоростен съчленен трамваен вагон с възможност за движение по ЖП

Втори символ
- T – обозначава моторен трамваен вагон – мотриса
- B – обозначава немоторен трамваен вагон – ремарке

Трети символ

Обозначаване на реда на поколението (4, 6 или 8).
Четвърти символ

Буквено обозначаване на междуосието на вагоните и направление на движението:
- A = 6,7 m
- B (Б) = 7,5 m
- C = 6,7 m (двупосочен)
- D (Д) = 7,5 m (двупосочен)

Пети символ

Цифрово обозначение на ширината на междуосието:
- 2 = 2,2 m
- 5 = 2,5 m
- 6 = 2,6 m

Шести символ

Експортни модификации:
- D (Д) – ГДР
- K – КНДР
- M – Филипини (обозначение от Manila)
- SU (СУ) – СССР
- YU (Ю) – Югославия

Забележки::
- Буквата N означава, че вагонът е нископодов.
- Тази класификация не се отнася за вагони тип RT6 (RT6N1 и RT6S, където S = Siemens AG).